# East Timor Students’ Solidarity Council
Der East Timor Students’ Solidarity Council ETSSC (indonesisch Dewan Solidaritas Mahasiswa Timor Timur DSMTT, tetum Konsellu Solidariedade Universitariu Timor Lorosae KSUTL, deutsch Osttimor Studentensolidaritätsrat) war eine Studentenorganisation, die sich im von Indonesien besetzten Osttimor für Frieden, Demokratie, Versöhnung und ein Referendum über die Selbstbestimmung Osttimors einsetzte. Gewählter Chef des Rates war Antero Bendito.

## Geschichte
Der ETSSC wurde am 8. Juni 1998 an der Universitas Timor Timur (UNTIM) gegründet. Seine Wurzeln lagen nicht in den traditionellen Widerstandsgruppen und ihren Anhängern, sondern unter den autonom agierender Studenten der Universität. Eládio Faculto beschrieb den ETSSC als „moralische Kraft [mit einer] akademischen Mission“. Der Rat arbeitete auch eng mit den großen Jugendorganisationen zusammen und wurde deshalb oft als „Jugend-, Universitäts- und Hochschulstudentensolidaritätsrat“ (indonesisch Dewan Solidaritas Mahasiswa Pemuda dan Pelajar Timor Timur DSMPPTT) bezeichnet.
Der indonesische Diktators Suharto war am 21. Mai zurückgetreten und sein Nachfolger Bacharuddin Jusuf Habibie bot Osttimor eine Autonomie innerhalb des indonesischen Staatenverbandes an, was die Studentenschaft ablehnte. Sie besetzten den Campus der UNTIM und forderten ein Unabhängigkeitsreferendum. Von Juni bis September 1998 organisierte der ETSSC Demonstrationen. Als am 16. Juni der Timorese Herman dos Reis Soares vom indonesischen Militär in Manatuto erschossen wurde, zogen mehrere Tausend Demonstranten durch Dili und besetzten das Regionalparlament. Am 28. Juni besuchten drei EU-Botschafter Osttimor. Bis zu 30.000 Menschen gingen auf die Straße zur größten Demonstration seit dem indonesischen Einmarsch. Die Protestierenden verlangten statt Autonomie ein Referendum zur Unabhängigkeit. Im Juli setzten sich die Proteste fort und der Rat versuchte durch öffentliche Veranstaltungen die neue „Atmosphäre der Meinungsfreiheit“ in die Provinz auszudehnen. Hierfür arbeitete der Rat mit der Guerillabewegung der FALINTIL und lokalen Jugendorganisationen zusammen. Außerdem betrieb man massiv Lobbyarbeit bei der lokalen indonesischen Regierung und dem Militär. Ab August reisten Studenten in größeren Gruppen in ihre Heimatdistrikte, um Diskussionen zu organisieren. Der erste fand am 7. und 8. August 1998 in der Exklave Oe-Cusse Ambeno statt. In den folgenden drei Monaten gab es weitere solche Veranstaltungen in allen 13 Distrikten in vielen Subdistrikten und zum Teil auch auf Ebene der Sucos.
Die Durchführung der Aktionen war nicht problemlos. So wurde am 14. August 1998 ein Konvoi mit 384 Personen aus Maliana, darunter Studenten und Jugendliche, auf ihren Weg in den Distrikt Bobonaro in Batugade vom indonesischen Militär aufgehalten und gezwungen, nach Dili zurückzufahren. Einer kleineren Gruppe von 180 Personen gelang es aber am 23. August die Distriktshauptstadt Maliana zu erreichen. Hier verbot ihnen ein indonesischer Regierungsvertreter die Veranstaltung. Doch die Studenten demonstrierten am nächsten Tag gegen dieses Verbot und gingen danach auf den lokalen Sportplatz, wo sie zwei Tage lang ihre Diskussionsveranstaltung durchführten. Die Moderation übernahmen Mitglieder des ETSSC, lokale Jugendgruppen sorgten für die Sicherheit. Auch Mitglieder der RENETIL nahmen teil. Selbst lokale Befürworter der Integration Osttimors in Indonesien, die später Anführer der pro-indonesischen Milizen wurden, diskutierten mit. Mehr als tausend Menschen aus den verschiedenen Subdistrikten Bobonaros nahmen teil und forderten mit deutlicher Mehrheit die Unabhängigkeit Osttimors, im Gegensatz zur Autonomie. Einige Sprecher berichteten von lokalen Begebenheiten, wie zum Beispiel von Morden durch die Indonesier in ihren Dörfern. Die Studenten warben auf der Veranstaltung für den CNRT, dem Dachverband des Widerstandes. Auch über Themen wie Demokratie, Menschenrechte und die Gleichbehandlung von Mann und Frau wurden diskutiert. Im November folgten in den einzelnen Subdistrikten Bobonaros Veranstaltungen mit einem ähnlichen Erfolg. Auf Suco-Ebene führten lokale Jugendorganisationen die Diskussionen durch. Es wurde deutlich, dass ein Großteil der Bevölkerung in Osttimor die Autonomielösung ablehnte und ein Unabhängigkeitsreferendum forderte. Der ETSSC sammelte zudem Informationen über Vergehen des Militärs in Osttimor und präsentierte diese ausländischen Journalisten und Diplomaten. Außerhalb Osttimors betrieben in Indonesien die Studentenorganisationen RENETIL und IMPETTU Lobbyarbeit für die Unabhängigkeit Osttimors.
Im April 1999 schlossen sich 14 Jugend-Untergrundbewegungen Osttimors im Presidium Juventude Lorico Asuwain Timor Lorosa’e zusammen und unterstellten sich damit dem CNRT. Der ETSSC beschloss sich nicht anzuschließen, da man sich vom CNRT und seinen Vertretern, der Politikergeneration von 1975, abgrenzen wollte. Trotzdem arbeitete man in der Kampagne für die Unabhängigkeitsreferendum mit dem CNRT zusammen. Der ETSSC baute in jedem Distrikt Solidarity Information Centres (CIS) auf, während das Präsidium von CNRT-Büros aus arbeitete. In der Realität gab es dabei oft keine Unterschiede. Eine Trennung gab es zwar in der Spitze, nicht aber in der alltäglichen Arbeit an der Basis.
Am 20. Mai ermordete die pro-indonesische Miliz Aitarak zwei Mitglieder des ETSSC in Hera. Angeblich waren hier auch die indonesischen Streitkräfte beteiligt. Die Laksaur-Miliz tötete zwei weitere Studenten in Cova Lima. Der CNRT wies die Studenten an, nicht auf die Gewalt der Milizen zu reagieren, um eine Eskalation zu verhindern und dem indonesischen Militär nicht mit einem Bürgerkrieg einen Vorwand zum Eingreifen zu bieten. Später bekanntgewordene Unterlagen belegen, dass CNRT, ETSSC und OJETIL vom indonesischen Militär im Einsatzplan für das schließlich am 30. August geplante Referendum als „feindliche Kräfte“ geführt wurden. Später musste Bendito vor der Gewalt der pro-indonesischen Milizen aus Osttimor fliehen.

## Bekannte Mitglieder
- Antero Bendito, Chef des Rates 1998–2000
- João da Silva Sarmento, Chef des Rates 2000–2002
- Nelson Belo
- Teresa Maria de Carvalho, Vorsitzende der GFFTL
- Fransisco Aparicio Guterres
- Adriano do Nascimento (* 1970), Generalkoordinator im Distrikt Cova Lima
- Maria Angelina Lopes Sarmento (* 1978), Mitglied des Vorstandes
- Domingos Sávio (* 1968), Gründungsmitglied
- José Maria Ximenes, Journalist

## Sonstiges
1999 erhielten Bendito und der ETSSC den norwegischen Student Peace Prize.
Die Grupu Feto Foin Sa’e Timor Lorosa’e (GFFT) ist als Frauenrechtsorganisation ein Ableger des ETSSC.